# خانات جونغار
خانات جونغار یا  خانات زونگار نیز نامیده شده‌است، قدرت چادرنشینی بود که بر استپ‌های اوراسیا سلطه داشت. جونغارستان (سرزمین تحت تسلط جونغارها) ناحیه‌ای وسیع بوده که از شرق به غرب دیوار چین، از غرب به قزاقستان امروزی، از شمال به سیبری و از جنوب به شمال قرقیزستان امروزی محدوده می شده.

در سال ۱۶۸۷ دالای لاما به گالدان لقب بوشوگتو خان را داد و اینگونه جونغارها به رهبری قبایل اویرات دست یافتند. افول خانات جونغار با مرگ گالدان آغاز گرفت و جونغارها در سال ۱۷۵۶ به وسیله دودمان چینگ به زیر کشیده شدند.